# Rudolf Martin (Autor)
Rudolf Emil Martin (* 17. Juni 1867 in Herrnhut; † 13. Oktober 1939 in Berlin) war ein deutscher Schriftsteller und Verleger, der zunächst als sächsischer Beamter und später als Regierungsrat im Statistischen Amt in Berlin arbeitete, ehe er 1908 vom Dienst suspendiert wurde. Besondere Bekanntheit erlangte er durch seine in den Jahren vor dem Ersten Weltkrieg herausgegebenen Jahrbücher der deutschen Millionäre.

## Leben
Rudolf Martin war der Sohn eines Unitätsdirektors der Herrnhuter Brüdergemeine. Er besuchte das Pädagogikum der Brüdergemeine in Niesky und dann das Gymnasium in Zittau, ehe er ab 1886 an der Universität Leipzig Rechts- und Staatswissenschaften studierte. Ab 1889 war er Rechtsreferendar in Leipzig. Von 1889 bis 1890 diente er als Einjährig-Freiwilliger beim 2. sächsischen Grenadierregiment in Dresden. Sein Rechtsreferendariat setzte er 1890 in Herrnhut und 1891 in Crimmitschau fort, um dann ab 1895 beim königlich-sächsischen Statistischen Bureau in den Staatsdienst zu treten und 1897 in Dresden das Richterexamen zu bestehen. Am 15. Oktober 1897 trat er beim Reichsamt des Innern in den preußischen Staatsdienst. Er wirkte bei den Vorbereitungen des Zolltarifs und der Handelsvertretungen mit und betätigte sich im Bereich der Produktionserhebungen. Im Jahre 1901 wurde er zum Regierungsrat ernannt und 1905 ins Statistische Amt versetzt.
Schon während seiner gesamten Zeit als Beamter betätigte sich Rudolf Martin als Autor von Sachbüchern mit Themenschwerpunkten zur Volkswirtschaft, der Sozialpolitik, der Finanzpolitik und der Großmachtpolitik des Deutschen Reichs und seiner Nachbarn. Teile seiner Werke können als utopische Zukunftsromane gelten. Der Führer durch die deutsche Literatur des 20. Jahrhunderts charakterisierte Rudolf Martin 1913 als sozialpolitischen Autor, dessen Werke jedoch keinen literarischen oder inhaltlichen Wert hätten, sondern nur zur Befriedigung der Sensationsgier seiner Leserschaft dienten. Martin selbst hingegen verstand sich als ernstzunehmender Schriftsteller, der sich für die drängende soziale Frage an der Wende vom 19. zum 20. Jahrhundert interessierte. Mit seinen Schriften geriet er zunehmend ins Visier des Reichskanzlers Bernhard von Bülow, der Rudolf Martin als einen „dummen Pamphletisten“ ansah und als politischen Gegner betrachtete. Der Reichskanzler persönlich initiierte 1908 ein Disziplinarverfahren gegen Rudolf Martin und erreichte dessen Entlassung aus dem Staatsdienst. Im Zuge der Daily-Telegraph-Affäre nahm Rudolf Martin in mehreren Veröffentlichungen den Reichskanzler nun derart ins Visier, dass Bernhard von Bülow ihn für mitschuldig hielt an seiner am 14. Juni 1909 erfolgten Entlassung. Deshalb war der Name von Rudolf Martin zu der Zeit auch in der internationalen Presse bekannt.
Ab dem Jahre 1910 begann Rudolf Martin mit der Veröffentlichung seiner Listen vermögender Persönlichkeiten im Deutschen Reich. Das Buch Unter dem Scheinwerfer behandelte erstmals eine Liste der reichsten Leute Preußens. Ab dem Jahre 1911 arbeitete er an seiner Reihe der Jahrbücher des Vermögens und Einkommens der Millionäre. Diese Kompendien enthielten nicht nur die reinen Listen mit Namen und Vermögensangaben, sondern auch Adressen und biographische Informationen. Damit machte er die im 19. Jahrhundert entstandene soziale Schicht der Vermögenden in einem größeren Zusammenhang sichtbar. Ob und in welchem Maße Martin dabei Erkenntnisse nutzte, die er während seiner Zeit als Beamter im Statistischen Amt erlangt hatte und ob er diese Erkenntnisse überhaupt hätte nutzen dürfen, löste eine heftige Debatte aus. Im März 1911 verschickte Martin ein Rundschreiben an die Personen, deren kolossalen Reichtum er transparent machen wollte, indem er ihnen eröffnete, dass sie als Millionäre erfasst seien, vor der Veröffentlichung ihres Vermögens und Einkommens jedoch noch Korrekturen berücksichtigt würden, falls sie diese als Betroffene rückmelden würden. Einige der Adressaten beschwerten sich umgehend beim Finanz-, Justiz- oder Innenminister und forderten dazu auf, die geplante Publikation zu unterbinden, da sie das Steuergeheimnis und ihre Privatsphäre verletzt sahen. Der preußische Finanzminister August Lentze stieß bei der Oberstaatsanwaltschaft ein Ermittlungsverfahren gegen Rudolf Martin an. Martin konnte jedoch nachweisen, dass alle verwendeten Daten öffentlich zugänglich waren, zum einen wegen des preußischen Dreiklassenwahlrechts und zum anderen wegen einer transparenten amtlichen Statistik, die das preußische Finanzministerium selbst veröffentlichte. Da das Gericht keine Rechtsverstöße durch Martin erkennen konnte, bemühten sich die Ministerien, den Inhalt von Martins Werken in der öffentlichen Debatte zu diskreditieren. Mit den ersten Veröffentlichungen der Jahrbücher änderte sich die Einstellung vieler Betroffener. Statt sich weiter zu empören, schrieben sie Rudolf Martin freiwillig an, um Korrekturen für die kommenden Jahre hinsichtlich ihres tatsächlichen Vermögens zu erwirken. So erschien im August 1913 die Neuauflage sämtlicher Millionäre Preußens in zwei Bänden mit zahlreichen Korrekturen gegenüber der ersten Auflage von 1911.
Der Ausbruch des Ersten Weltkriegs verhinderte die Vollendung und Fortsetzung der Reihe. Die Millionärslisten einiger kleinerer Teilstaaten des Deutschen Reichs wurden deshalb nicht mehr veröffentlicht. Während des Kriegs machte sich Rudolf Martin mit Artikeln über die internationalen Verwicklungen und Affären in der weltweiten Presse bekannt.
Nach der Novemberrevolution schloss er sich der USPD an, kehrte aber später zur SPD zurück und schrieb während der 1920er Jahre Artikel für den Vorwärts. Er bemühte sich mehrmals, sogar mit Eingaben an Friedrich Ebert, Philipp Scheidemann und Carl Severing, um die Rücknahme der 1908 erfolgten Entlassung aus dem Staatsdienst, aber ohne Erfolg. So hatte er im Alter auch keinerlei Pensionsansprüche und starb völlig verarmt am 13. Oktober 1939 in Berlin. Sein Verlag, in dem die Jahrbücher der Millionäre zwischen 1912 und 1914 erschienen waren, der aber seit 1915 ruhte, wurde im November 1939 endgültig liquidiert. Das Todesjahr wird an verschiedenen Stellen fälschlich mit 1916 angegeben.

## Veröffentlichungen (Auswahl)
- Der Anarchismus und seine Träger. Enthüllungen aus dem Lager der Anarchisten. Verlag Neufeld & Mehring, Berlin 1887
- Der wirtschaftliche Aufschwung der Baumwollspinnerei im Königreich Sachsen. In: Gustav Schmoller: Jahrbuch für Gesetzgebung, Verwaltung und Volkswirtschaft im Deutschen Reiche. Band 17, Verlag Duncker & Humblot, Leipzig 1893
- Zur Verkürzung der Arbeitszeit in der mechanischen Textilindustrie. In: Heinrich Braun: Archiv für soziale Gesetzgebung und Statistik. Nr. 8, Carl Heymanns Verlag, Berlin 1895, S. 240–282
- Die Ausschließung der verheirateten Frauen aus der Fabrik; eine Studie an der Textil-Industrie. H. Laupp Verlag, Tübingen 1897
- Die Eisenindustrie in ihrem Kampf um den Absatzmarkt. Eine Studie über Schutzzölle und Kartelle, Verlag Duncker & Humblot, Leipzig 1904
- Die Zukunft Rußlands und Japans. Die deutschen Milliarden in Gefahr. Carl Heymanns Verlag, Berlin 1905
- Die Zukunft Russlands. Dieterich’sche Verlagsbuchhandlung, Leipzig 1906
- Die Eroberung der Luft; kritische Betrachtungen über die Motorluftschiffahrt. G. Siemens Verlag, Berlin 1907
- Berlin-Bagdad. Das deutsche Weltreich im Zeitalter der Luftschiffahrt 1910-1931. Deutsche Verlags-Anstalt, Stuttgart 1907
- Die Zukunft Deutschlands; eine Warnung. C. L. Hirschfeld Verlag, Leipzig 1908
- Billiges Geld: positive Reformvorschläge. Deutsche Verlags-Anstalt, Stuttgart 1908
- Stehen wir vor einem Weltkrieg? Friedrich Engelmann Verlag, Leipzig 1908
- mit Gustav Schalk: Von Ikarus bis Zeppelin: Ein Luftschifferbuch für die Jugend. Brandus’sche Verlagsbuchhandlung, Berlin 1908
- mit Gustav Schalk: Die Eroberung der Luft. Ein Luftschifferbuch. Jugendhort, Berlin 1909
- Der Weltkrieg in den Lüften. Kriegsutopie, Bruno Volger Verlagsbuchhandlung, Leipzig 1909
- Fürst Bülow und Kaiser Wilhelm II. Bruno Volger Verlagsbuchhandlung, Leipzig 1909
- Die Luftpiraten und andre Fluggeschichten. Verlag Wolf Wertheim, Berlin 1910
- Unter dem Scheinwerfer. Liste der reichsten Leute Preußens, Verlag Schuster & Loeffler, Berlin 1910
- Jahrbuch des Vermögens und Einkommens der Millionäre in Preußen 1912. Verlag W. Herlet, Berlin 1911
- Jahrbuch des Vermögens und Einkommens der Millionäre im Königreich Sachsen. Rudolf Martin Verlag, Berlin 1912
- Jahrbuch des Vermögens und Einkommens der Millionäre in den Hansastädten (Hamburg, Bremen, Lübeck). Rudolf Martin Verlag, Berlin 1912
- Jahrbuch des Vermögens und Einkommens der Millionäre, 12 Bände der Millionäre in den preußischen Provinzen, Rudolf Martin Verlag, Berlin 1912 und 1913
- Jahrbuch des Vermögens und Einkommens der Millionäre in ganz Preußen. Rudolf Martin Verlag, Berlin 1913, 2 Bände und ein Ergänzungsband mit Nachträgen
- Jahrbuch des Vermögens und Einkommens der Millionäre in Bayern. Rudolf Martin Verlag, Berlin 1914
- Jahrbuch des Vermögens und Einkommens der Millionäre in Württemberg mit Hohenzollern. Rudolf Martin Verlag, Berlin 1914
- Die soziale Revolution. Der Übergang zum sozialistischen Staat. Musarion Verlag, München 1919
- Die großen Vermögen vor und nach dem Kriege. In: Westermanns Monatshefte. Illustrierte Zeitschrift fürs deutsche Haus 73, 1929, S. 256–260